# Liste der Naturdenkmale in Bornich
Die Liste der Naturdenkmale in Bornich führt die im Gebiet der rheinland-pfälzischen Gemeinde Bornich ausgewiesenen Naturdenkmale (Stand 20. Mai 2024).

## Naturdenkmale
| Nr.         | Bezeichnung | Lage                                                  | Beschreibung | Bild                          |
| ----------- | ----------- | ----------------------------------------------------- | --- | ----------------------------- |
| ND-7141-385 | Säuleneiche | südöstlich des Ortes; Flur Oben am Wieslader Weg Lage | auch Adolphseiche; Quercus petraea, 1864 gepflanzt, 16 m hoch bei 1,11 m Durchmesser. Am 22. August 1864 von Bornicher Bürgern anlässlich der 25-Jahr-Feier der Thronbesteigung des Herzogs Adolph von Nassau am 21. August 1839 gepflanzt. | mehr Fotos \| Fotos hochladen |